# Isabel Allende
Isabel Allende Llona (Lima, 2 de agosto de 1942) é uma escritora chilena/norte-americana. Entre outras obras, é autora de A Casa dos Espíritos.

## Biografia
Isabel Allende nasceu em 2 de agosto de 1942, em Lima, no Peru, onde o seu pai diplomata se encontrava em trabalho. No entanto, a sua nacionalidade é chilena, tendo-se tornado cidadã norte-americana em 2003. É filha de Tomás Allende, funcionário diplomático e primo-irmão de Salvador Allende, e de Francisca Llona.
Isabel é considerada uma das principais revelações da literatura latino-americana da década de 1980. Sua obra é marcada pela ditadura no Chile, implantada com o golpe militar que em 1973 derrubou o governo do primo de seu pai, o presidente Salvador Allende (1908-1973).
O seu livro mais editado foi A Casa dos Espíritos (1982) (La casa de los espíritus), que ganhou reconhecimento de público e crítica. A obra resultou num filme A Casa dos Espíritos (1993), realizado por Bille August, com Jeremy Irons, Meryl Streep, Winona Ryder e Antonio Banderas, tendo grande parte das rodagens decorrido em Lisboa e no Alentejo, em Portugal.
Em 1995 lançou o livro Paula, que escreveu para a sua filha que estava em coma devido a um ataque de porfiria. Como a autora não sabia se a sua memória voltaria após a saída do coma, Isabel Allende resolveu contar a sua história para auxiliar a filha a lembrar dos fatos. Paula passou a ser então um retrato autobiográfico.

## Obra

### Romances
| Título original            | Título no Brasil                                 | Tradução                                      | Ano  | Editora                                      |
| -------------------------- | ------------------------------------------------ | --------------------------------------------- | ---- | -------------------------------------------- |
| La casa de los espíritus   | A casa dos espíritos                             | Carlos Martins Pereira                        | 1982 | Difel, Círculo do livro, Bertrand Brasil     |
| De amor y de sombra        | De amor e de sombra                              | Suely Bastos; revisao de Danilo A. Q. Morales | 1984 | Difel, Bertrand Brasil, Record               |
| Eva Luna                   | Eva Luna                                         | Luisa Ibanez                                  | 1987 | Bertrand Brasil, Record                      |
| El plan infinito           | O plano infinito                                 | Rosemary Moraes                               | 1991 | Bertrand Brasil                              |
| Paula                      | Paula                                            | Irene Moutinho, Elena Gaidano                 | 1995 | Bertrand Brasil, Círculo do livro, Bestbolso |
| Afrodita                   | Afrodite: contos, receitas e outros afrodisíacos | Claudia Schilling                             | 1998 | Bertrand Brasil                              |
| Hija de la fortuna         | Filha da fortuna                                 | Mario Pontes                                  | 1999 | Bertrand Brasil                              |
| Retrato en sepia           | Retrato em sépia                                 | Mario Pontes                                  | 2000 | Bertrand Brasil                              |
| La ciudad de las bestias   | A cidade das feras *(Brasil)                     | Mario Pontes                                  | 2002 | Bertrand Brasil                              |
| La ciudad de las bestias   | A cidade dos deuses selvagens (Portugal)         | Maria Helena Pitta                            | 2002 | Difel                                        |
| El reino del dragón de oro | O reino do dragão de ouro**                      | Mario Pontes                                  | 2003 | Bertrand Brasil                              |
| El bosque de los pigmeos   | A floresta dos pigmeus / O bosque dos pigmeus*** | Mario Pontes                                  | 2004 | Bertrand Brasil                              |
| El Zorro                   | Zorro, começa a lenda                            | Elisa Amorim                                  | 2005 | Bertrand Brasil                              |
| Inés del alma mía          | Inés da minha alma                               | Ernani Ssó                                    | 2006 | Bertrand Brasil                              |
| La suma de los días        | A soma dos dias                                  | Ernani Ssó                                    | 2007 | Bertrand Brasil                              |
| La isla bajo el mar        | A ilha sob o mar                                 | Ernani Ssó                                    | 2009 | Bertrand Brasil                              |
| El cuaderno de Maya        | O caderno de Maya                                | Ernani Ssó                                    | 2011 | Bertrand Brasil                              |
| El juego de ripper         | O jogo de ripper                                 | Luis Carlos Cabral                            | 2014 | Bertrand Brasil                              |
| El amante japonés          | O amante japonês                                 | Joana Angélica D’Avila Melo                   | 2015 | Bertrand Brasil                              |
| Más allá del invierno      | Muito além do inverno                            | Luís Carlos Cabral                            | 2017 | Bertrand Brasil                              |
| Largo pétalo de mar        | Longa pétala do mar                              | Ivone Benedetti                               | 2019 | Bertrand Brasil                              |
| Mujeres de alma mía        | As mulheres de minha alma                        | Ivone Benedetti                               | 2020 | Bertrand Brasil                              |
| Violeta                    | Violeta                                          | Ivone Benedetti                               | 2021 | Bertrand Brasil                              |
| El viento conoce mi nombre | O vento sabe meu nome                            | Ivone Benedetti                               | 2023 | Bertrand Brasil                              |

```
*, ** e *** fazem parte da trilogia: As aventuras da águia e do jaguar
```

### Memórias
| Título original   | Título no Brasil     | Tradução     | Ano  | Editora         |
| ----------------- | -------------------- | ------------ | ---- | --------------- |
| Mi país inventado | O meu país inventado | Mario Pontes | 2003 | Bertrand Brasil |

### Contos
| Título original       | Título no Brasil   | Tradução        | Ano  | Editora         |
| --------------------- | ------------------ | --------------- | ---- | --------------- |
| La gorda de porcelana |                    |                 | 1984 |                 |
| Cuentos de Eva Luna   | Contos de Eva Luna | Rosemary Moraes | 1989 | Bertrand Brasil |

### Teatro
| Título original             | Ano                             |
| --------------------------- | ------------------------------- |
| El embajador                | (representada no Chile em 1971) |
| La balada del medio pelo    | (1973)                          |
| Los siete espejos           | (1974)                          |
| Los Tomates Del Fábio Cagón | (2004)                          |

## Prémios e distinções
- Premio Nacional de Literatura de Chile (2010)[1]
- Medalha Presidencial da Liberdade (EUA) (2014)[1]
- É uma das 100 Mulheres da lista da BBC de 2018.[4]